# 伊東英泰
伊東 英泰（いとう えいたい、1876年1月10日‐1931年12月22日）とは日本画家、口絵画家。

## 来歴
右田年英及び村瀬玉田、川端玉章の門人。1876年、長崎市に生まれる。本名は義重。英泰と号す。人物画、山水画、花鳥画を得意とする。四谷区麹町3丁目45番地に住む。『東京日々新聞』の専属となり、挿絵や木版画の口絵を描いている。また、博覧会や共進会に作品を出品、優賞を得た。墓所は多磨霊園。

## 作品
- 「長夜」（『新小説』第18年10巻）口絵 春陽堂 大正2年
- 「猿まはし」